# Блінов Олександр Євгенович
Олександр Євгенович Блінов (21 квітня 1952 — 28 вересня 2021) — український музикант і педагог, композитор, артист оркестру (клас ударних інструментів), соліст, заступник концертмейстера Національного академічного театру опери та балету України імені Т. Г. Шевченка, заслужений артист України, в. о. доцента кафедри мідних духових та ударних інструментів НМАУ ім. П. І. Чайковського.

## Життєпис
Народився 21 квітня 1952 року.

Могила Олександра Блінова, Байкове кладовище

Працював викладачем-методистом Київської середньої спеціалізованої школи імені М. В. Лисенка, викладачем-методистом Київської дитячої академії мистецтв, заступником концертмейстера Національного академічного театру опери та балету України імені Т. Г. Шевченка, в. о. доцента кафедри мідних духових та ударних інструментів НМАУ ім. П. І. Чайковського.
Помер на 70-му році життя 28 вересня 2021 року. Похований на Байковому кладовищі разом із матір'ю та дядьком.

### Родина
Батько — музикант та педагог Євген Блінов (1925—2018). Онука — співачка Соломія Лук'янець (нар. 2001).

## Відзнаки
- Заслужений артист України (2019)[1]